# 1921 في الجزائر
الأحداث من عام  1921 في الجزائر.

## الأحداث
- 7 أغسطس – تأسس نادي مولودية الجزائر الجزائري لكرة القدم.

## المواليد
- – أبو بكر جابر بن موسى بن عبد القادر بن جابر المعروف بـ أبو بكر الجزائري – عالم مسلم جزائري